# Irina Bogatschowa (Leichtathletin)

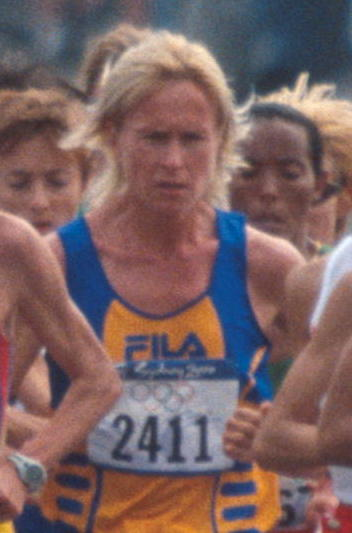
Irina Bogatschowa bei den Olympischen Sommerspielen 2000

Irina Bogatschowa (russ. Ирина Богачёва, engl. Transkription Irina Bogachova/Bogacheva; * 30. April 1961) ist eine kirgisische Marathonläuferin.
Ihren ersten internationalen Auftritt hatte sie für die Sowjetunion startend bei den Leichtathletik-Europameisterschaften 1986 in Stuttgart mit einem 17. Platz. 1987 gewann sie den Athen-Marathon, und 1989 siegte sie bei der Universiade in Duisburg, deren Marathon im Rahmen des Rhein-Ruhr-Marathons ausgetragen wurde. Ihre Siegerzeit von 2:35:09 h ist bis heute Streckenrekord.
1999 wurde sie Fünfte beim Chicago-Marathon in 2:27:46 (kirgisischer Rekord), 2000 Zweite beim Boston-Marathons in ihrer persönlichen Bestzeit von 2:26:27 und 2003 Dritte des Nagoya-Marathons in 2:28:17.
Beim Honolulu-Marathon wurde sie 1997 Zweite, siegte 1998 und 1999 und wurde 2002 Fünfte. Zwei Siege verzeichnete sie beim Grandma’s Marathon (1995 und 1997) und beim Rock ’n’ Roll Marathon (1999 und 2003). Des Weiteren gewann sie 1991 bei der Maratona d’Italia und 1999 beim Los-Angeles-Marathon, 
Dreimal repräsentierte sie ihr Land bei olympischen Marathons: 1996 in Atlanta belegte sie den 21. Platz, 2000 in Sydney kam sie auf Platz 14, und 2004 in Athen erreichte sie nicht das Ziel.
Sie hält die Landesrekorde über 3000 m (9:05,18 min), 10.000 m (33:16,10 min), im 10-km- (33:32 min) und 15-km-Straßenlauf (51:13 min) sowie im Halbmarathon (1:15:35 h).
Außerdem ist sie (Stand: Oktober 2009) die Frau mit den meisten Marathons unter 2:35 h (38), unter 2:40 h (59) und unter 2:50 (70).